# Rhodospatha forgetii
Rhodospatha forgetii är en kallaväxtart som beskrevs av Nicholas Edward Brown. Rhodospatha forgetii ingår i släktet Rhodospatha och familjen kallaväxter.
Artens utbredningsområde är Costa Rica. Inga underarter finns listade.